# يماني جابري مخاييل
كان يماني جابري مخاييل (المعروف با يماني باري) من أشهر مؤلفي الأغاني والملحنين والمغنيين الإريتريين. أصبح واحداً من أكثر الفنانين الإريتريين شهرةً (مغني تقرينيا). لا يقتصر على المساعي الموسيقية، وقال أنه كان ضالعاً أيضاً في السياسة الإريترية. توفي لأسباب طبيعية في عام 1997.

## سيرة شخصية
سعت كتابة الأغاني اليمنية إلى التعبير عن ما اعتبره تجربة إريترية خلال حرب الاستقلال الإريترية. كانت أغانيه غارقة في قصص الحب والرحلة والأمل والهجرة والتحرير. في عام 1975، سُجن بسبب التفسير السياسي الملحوظ لإحدى أغانيه.
بعد سنوات قليلة من إعلان استقلال إريتريا، انتقل يمان إلى أسمرة واستمر في إصدار ألبومات تعكس حقبة جديدة من الأمل والازدهار الوطني، بمزيج من الألحان الإريترية. كما غنى عن الأشخاص المشاركين في الحركة نحو الاستقلال الإريتري، وتضحيات تلك الحركة. تعتبر أغاني يماني خاصة بطريقة تتميز بنمط من اللحن الكئيب المتكرر.
يُعرف يمانيأيضًا باسم «القائم بأعمال الإريتريين»،  نظرًا لسمعته باعتبارها ذات طبيعة سخية، ومشاركته مكانه مع الإريتريين الذين وصلوا حديثًا. يشتهر بأنه ساعد الكثير من الإريتريين على التكيف مع حياة الشتات في السودان والانتقال إلى أماكن أفضل في الشرق الأوسط وأمريكا وأوروبا، إلخ. وقد اشتهر أيضًا بفنيه وإتقانه للتجرينية، وهي اللغة الأكثر استخدامًا في إريتريا.

## الأغاني والألبومات الشعبية
- إثيوبيا (ኢትዬጰያ)
- هدار جيركي (ሓዳር ጊርኪ)
- وديبات عدي (ወደባት ዓደይ)
- أسمرة، (ኣስመራ)
- زيمن، (ዘመን)
- M e s k e r em ، (መስከረም)
- ناتسينيت، (ናጽነት）
- تأخير سلام، （ደላይ ሰላም）
- أيكون أوروماي، （ኣይኮነን ኦሮማይ）
- W e g i h a y a M e r i e t ، （ወጊሓያ መሬት）
- M e s o b-آدي. （መሶብ ኣደ）
- Ab K u l u G o b o t a t （ኣብ ኩሉ ጎቦታት）
- ناي مكابر بيتسوتي a y ናይ መቃብር ብጾተይ）
- تيزكونيلي، （ተዝኾነለይ）
- أنبيبيو D e b d a b e k i ، （ኣንቢበዮ ደብዳቤኺ）
- Ab S i d e t Z e l e k a، （ኣብ ስደት ዘለኻ）
- K e m e l e k i Z e f k i r e k i ، （ከሜለኺ ዘፍቅረኪ）
- Y i k i e l o Eye A n e، （ይኽእሎ ኢየ ኣነ）
- غوال هاجري، （ጓል ሃገረይ）
- بسيرة تيغيد، （ብስራሕ ተገዲደ）
- تشيرا فيريس، （ጭራ ፈረስ）
- M e a l t a t N e w i h u n i، （መዓልታት ነዊሑኒ）
- Emo k e d e a h i j i تنطوي على y g e b e r ، አሞ ኽ ደኣ ሕጂ አንታይ ይገበር

## روابط خارجية
- يماني جابري مخاييل على موقع ميوزك برينز (الإنجليزية)
- يماني جابري مخاييل على موقع ديسكوغز (الإنجليزية)